# Stazione di Shin-Fuji (Shizuoka)
La stazione di Shin-Fuji (新富士駅 Shin-Fuji-eki?) è una stazione ferroviaria della città di Fuji, nella prefettura di Shizuoka. Presso la stazione passa la linea ad alta velocità Tōkaidō Shinkansen, distante circa 146 km dal capolinea di Tokyo.

## Linee
- JR Central
  - ■ Tōkaidō Shinkansen